# Zborovský rajón
Zborovský rajón (ukrajinsky Зборівський район) byl rajón v Ternopilské oblasti na Ukrajině. Hlavním městem byl Zborov a rajón měl přibližně 40 tisíc obyvatel. 

## Sídla v rajónu
- Zalizci
- Zborov